# Siri (software)
Siri é um(a) assistente virtual inteligente para iOS, iPadOS, macOS, watchOS e tvOS, disponível para iPhone, iPad, iPod Touch, Apple Watch, Apple TV, HomePod, Mac. Sendo exclusivo(a) da Apple e utilizando processamento de linguagem natural para responder perguntas, fazer recomendações e executar ações. O aplicativo é o primeiro produto público por seus fabricantes, que trabalham em aplicações de inteligência artificial. O software se adapta ao usuário com base em suas pesquisas e preferências.
Siri é um spin-out de um projeto originalmente desenvolvido pela SRI International Artificial Intelligence Center. Seu mecanismo de reconhecimento de fala foi fornecido pela Nuance Communications. A Siri utiliza tecnologias avançadas de aprendizado de máquina para seu funcionamento. Seus dubladores originais americanos, britânicos e australianos gravaram suas respectivas vozes por volta de 2005, sem saber o eventual uso das gravações na Siri. A assistente de voz foi lançada como um aplicativo para iOS em fevereiro de 2010 e adquirida pela Apple dois meses depois. A Siri foi então integrada ao iPhone 4S em seu lançamento em outubro de 2011. Na época, o aplicativo também foi removido da App Store do iOS. Desde então, a Siri tornou-se parte integrante dos produtos da Apple, tendo sido adaptada para outros dispositivos de hardware ao longo dos anos.

## Desenvolvimento

### Fundadores
A Siri foi fundada em dezembro de 2007 por Dag Kittlaus (CEO), Cheyer Adam (VP de Engenharia), e Tom Gruber (CTO/VP Design), juntamente com Norman Winarsky do SRI International. Em 13 de outubro de 2008, Siri anunciou que tinha levantado US$8.5 milhões, liderado pela Menlo Ventures e Morgenthaler Ventures. Em novembro de 2009, Siri levantou US$ 15.5 milhões, liderado pelo bilionário de Hong-Kong, Li Ka-shing e Evaristo Cabo.

### Siri no iOS 5
Com o lançamento do iOS 5, Siri foi disponibilizada apenas para iPhone 4S em inglês, francês e alemão, adicionada, mais tarde, ao lançamento do iOS 5.1 no idioma japonês. No iOS 5, foi possível configurar lembretes e calendários; além de compor uma mensagem de texto ou e-mail, parar ou tocar música, chamar um contato, definir um grau de relacionamento e muitas outras funções. Além disso, a assistente teve a capacidade de interagir com aplicações externas, tais como OpenTable, Google Maps, MovieTickets e TaxiMagic.

### Siri no iOS 6
Siri ganhou melhorias consideráveis no IOS 6. Conforme anunciado durante a Worldwide Developers Conference em junho de 2012, já estava disponível em vários idiomas, incluindo italiano,espanhol e mandarim. A principal novidade era que ela podia procurar por restaurantes até mesmo fora do Estados Unidos (graças aos novos mapas da Apple); mostrar os resultados das equipes de beisebol e futebol, bem como pontuação e informações sobre jogadores individuais e ações europeias, incluindo a Apple, Twitter e Facebook, este último integrado no iOS 6, em que poderiam ser atualizados para voz e também ser aplicativos de terceiros abertos.
Ela está disponível no iPad 3, no iPhone 5 e no iPod Touch da quinta geração.

### Siri no iOS 7
No iOS 7, ela foi muito melhorada em comparação com a versão iOS 6, pois usuários reclamaram que algumas palavras não foram compreendidos pela assistente, o que causou um uso muito mais limitado. Ela estava fora da beta e renovava o seu projeto com uma janela translúcida. Com o aprimoramento, foi possível obter informações sobre a Wikipédia e Bing e capaz de alterar as configurações. No iOS 7, Siri também mudou de voz para alguns idiomas.

### Siri no iOS 8
No iOS 8, ela foi melhorada. Foi introduzida ao Shazam (aplicativo) e passou a ter a capacidade de ser ativada quando pronunciada a frase "Hey, Siri" assim que o dispositivo estivesse conectado à alimentação. Foi introduzida a capacidade de compra de conteúdo no iTunes. No iOS 8.2, foi adicionado o inglês de Singapura e no iOS, mais 7 idiomas à língua da assistente pessoal da Apple, sendo elas português brasileiro, holandês, dinamarquês, russo, tailandês, turco e sueco.

### Siri no iOS 9
Siri foi melhorada de forma decisiva com o iOS 9. A nova atualização a deixou ciente da informação contextual que o usuário viu em uma página, proporcionando uma melhor ajuda. Caso um usuário comprasse algo on-line, seria lembrado de completar a compra ao pronunciar "Siri, lembrar-me sobre isso quando eu chegar em casa. Além disso, foi integrada a busca do Spotlight à Siri para fornecer informações para o usuário, tais como o tempo, resultados esportivos, notícias, entre outros. Além disso, Spotlight fornecia sugestões sobre locais nas proximidades em que o usuário poderia visitar com base no tempo do dia ou localização. Além disso, também sugeria aplicativos com base no que era mais utilizado durante esse período do dia (gerando concorrência com o Google Now). O Spotlight era acessado passando à esquerda da primeira página da tela inicial, semelhante à função de pesquisa anterior no IOS 6. Siri também teve um novo recurso chamado "proativa" em que ajuda os usuários, fazendo coisas como adicionar automaticamente um evento para o calendário baseado em uma mensagem no aplicativo Mail. Siri foi redesenhado para ser similar à versão da Apple de seu relógio também.

### Siri no iOS 11
O software no iOS 11 ganhou uma nova voz, mais clara, perceptível e natural do que a versão anterior.

### Siri no iOS 12
No iOS 12, ganhou uma funcionalidade que permitia ao usuário criar seus atalhos através do comando por voz, levando o usuário ao sítio referido.

## Privacidade
Siri e a assistente do Google podem ser hackeadas com ondas ultrassônicas.

## Línguas suportadas
| Linguagem   | Região                 | iOS versão |
| ----------- | ---------------------- | ---------- |
| Inglês      | Estados Unidos         | 5.0        |
| Inglês      | Reino Unido            | 5.0        |
| Inglês      | Austrália              | 5.0        |
| Inglês      | Canadá                 | 6.0        |
| Inglês      | Singapura              | 8.2        |
| Inglês      | Nova Zelândia          | 8.3        |
| Inglês      | Índia                  | 8.3        |
| Francês     | França                 | 5.0        |
| Francês     | Canadá                 | 6.0        |
| Francês     | Suíça                  | 6.0        |
| Alemão      | Alemanha               | 5.0        |
| Alemão      | Suíça                  | 6.0        |
| Italiano    | Itália                 | 6.0        |
| Italiano    | Suíça                  | 6.0        |
| Japonês     | Japão                  | 5.1        |
| Espanhol    | Espanha                | 6.0        |
| Espanhol    | México                 | 6.0        |
| Espanhol    | Estados Unidos         | 6.0        |
| Coreano     | Coreia do Sul          | 6.0        |
| Mandarim    | China                  | 6.0        |
| Mandarim    | Taiwan                 | 6.0        |
| Cantonês    | Hong Kong              | 6.0        |
| Dinamarquês | Dinamarca              | 8.3        |
| Português   | Brasil Portugal        | 8.3        |
| Neerlandês  | Países Baixos          | 8.3        |
| Russo       | Rússia                 | 8.3        |
| Sueco       | Suécia                 | 8.3        |
| Tailandês   | Tailândia              | 8.3        |
| Turco       | Turquia                | 8.3        |
| Hebraico    | Israel                 | 8.3        |
| Árabe       | Emirados Árabes Unidos | 9.2        |
| Árabe       | Arabia Saudita         | 9.2        |